# Partula umbilicata
Partula umbilicata fue una especie de molusco gasterópodo de la familia Partulidae en el orden de los Stylommatophora.

## Distribución geográfica
Fue endémica de la  Polinesia Francesa.